# 宝塚歌劇団37期生
宝塚歌劇団37期生（たからづかかげきだん37きせい）とは、1950年（昭和25年）に宝塚歌劇団に入団し、『ユング・ハイデルベルヒ』で初舞台を踏んだ43人を指す。

## 概要
この期には女優の鳳八千代、穂高のり子、大和七海路、1979年 - 1983年雪組組長の曽我ゆかりが入団。

## 一覧
| 芸名       | 読み仮名          | 誕生日   | 出身地             | 出身校                 | 芸名の由来       | 愛称            | 役柄 | 退団年 | 備考                                                                                           |
| ---------- | ----------------- | -------- | ------------------ | ---------------------- | ---------------- | --------------- | ---- | ------ | ---------------------------------------------------------------------------------------------- |
| 曙まゆみ   | あけぼの まゆみ   |          |                    |                        |                  |                 |      | 1953年 | 改名後・穂高のり子（ほだか のりこ）                                                            |
| 東鏡子     | あずま きょうこ   | 10月23日 | 東京都             | 大垣高等女学校         | 父が命名         | マーちゃん      |      | 1953年 |                                                                                                |
| 浦和千浪   | うらわ ちなみ     | 11月5日  | 埼玉県さいたま市   | 浦和第一高等女学校     | 出身地に因む     | ひさえちゃん    |      | 1952年 |                                                                                                |
| 鳳八千世   | おおとり やちよ   | 4月21日  | 東京都中央区       | 越谷高等女学校         | 父が命名         | キー坊          |      | 1958年 | 改名後・鳳八千代（おおとり やちよ） 妹は朝風翠                                                 |
| 丘真琴     | おか まこと       | 3月11日  | 大阪府大阪市       | 夕陽丘高等女学校       | 出身校           | キョロ 京ちゃん |      | 1955年 |                                                                                                |
| 小園千春   | おぞの ちはる     | 3月26日  | 兵庫県神戸市       | 熊本県立女子高等学校   |                  | 節ちゃん        |      | 1958年 |                                                                                                |
| 香織登史子 | かおり としこ     | 1月11日  | 大阪府大阪市       | 大谷高等女学校         | 知人が命名       | はしもとさん    |      | 1953年 |                                                                                                |
| 香澄千里   | かすみ ちさと     | 3月24日  | 東京都             | 白百合学院             |                  | マメミツ        |      | 1957年 |                                                                                                |
| 神州洋子   | かみしま ようこ   | 11月5日  | 兵庫県神戸市須磨区 | 園田高等女学校         |                  | ヨーコ          |      | 1966年 |                                                                                                |
| 衣笠みどり | きぬがさ みどり   | 8月20日  | 京都府京都市       | 二條高等女学校         | 衣笠山           | さっちゃん      |      | 1956年 |                                                                                                |
| 九條礼子   | くじょう れいこ   | 3月25日  | 大阪府             | 芦池女子商業学校       | 地名             | サンキュー      |      | 1954年 |                                                                                                |
| 久美景子   | くみ けいこ       | 12月14日 | 東京都             | 桜ヶ丘女学校           |                  | 恭ちゃん        |      | 1957年 |                                                                                                |
| 栄みゆき   | さかえ みゆき     | 11月20日 | 神奈川県横浜市     | 三輪田高等女学校       | 天津乙女が命名   | ゲコ            |      | 1963年 |                                                                                                |
| 白樺明子   | しらかば あきこ   | 11月11日 | 大阪府             | 梅花高等女学校         |                  | アツコちゃん    |      | 1953年 |                                                                                                |
| 白鷺ゆかり | しらさぎ ゆかり   | 12月21日 | 兵庫県神戸市       | 森新制中学校           | 姫路・白鷺城     |                 |      | 1952年 |                                                                                                |
| 末広寿美   | すえひろ すみ     | 3月15日  | 兵庫県神戸市       | 愛知県立第一高等女学校 | 竹内平吉が選定   | チヤコさん      |      | 1952年 |                                                                                                |
| 住ノ江夢路 | すみのえ ゆめじ   | 8月25日  | 京都府京都市       | 二條高等女学校         | 百人一首         | ケイちゃん      |      | 1953年 |                                                                                                |
| 曽我ゆかり | そが ゆかり       | 3月5日   | 東京都             | 東京文花学院           |                  | ノッピロ        |      | 1983年 | 改名後・曽我桂子（そが けいこ） 日本舞踊・藤間悠我                                             |
| 園かほる   | その かおる       | 4月18日  | 東京都             | 大東高等女学校         |                  | チマ            |      | 1953年 |                                                                                                |
| 高嶺深雪   | たかね みゆき     | 6月10日  | 兵庫県神戸市       | 兵庫県立第三高等女学校 | 若山牧水の歌     | おしめちゃん    |      | 1953年 |                                                                                                |
| 千曲八重子 | ちくま やえこ     | 11月7日  | 兵庫県神戸市東灘区 | 甲南女学校             |                  | コンチャン      |      | 1957年 |                                                                                                |
| 千歳香美   | ちとせ かぐみ     | 12月2日  | 東京都             | 忍ヶ丘高等女学校       |                  | パパ            |      | 1959年 | 改名後・千歳かぐみ（ちとせ かぐみ）                                                            |
| 築地みとみ | ついじ みとみ     | 9月28日  | 東京都             | 共立女子中学校         | 出生地 本名      | みとみ          |      | 1954年 |                                                                                                |
| 筑波嶺玲子 | つくばね れいこ   | 11月22日 | 東京都             | 家政学院高等女学校     |                  | ヤマザキ        |      | 1954年 | ジャズ歌手 夫はジャズ歌手、ピアニスト・島田敬穂 娘は俳優・島田歌穂                             |
| 常盤みどり | ときわ みどり     | 1月23日  | 東京都             | 鎌倉市立高等学校       |                  | デコ            |      | 1954年 | 俳優                                                                                           |
| 渚小舟     | なぎさ おふね     | 11月10日 | 兵庫県神戸市       | 六甲女学院             |                  | ターちゃん      |      | 1953年 |                                                                                                |
| 南郷比加利 | なんごう ひかり   | 4月27日  | 兵庫県神戸市       | 明石高等女学校         |                  | マルちゃん      | 両方 | 1958年 |                                                                                                |
| 虹久美子   | にじ くみこ       | 9月19日  | 京都府京都市       | 二條高等女学校         | 友人と考案       | ケイコ          |      | 1960年 |                                                                                                |
| 鳩笛くるみ | はとぶえ くるみ   | 3月6日   | 東京都             | 家政学院               | 先生と従姉の合作 | ボクちゃん      |      | 1954年 |                                                                                                |
| 花園公子   | はなぞの きみこ   | 2月23日  | 東京都             | 国府台高等女学校       |                  | ブロンディ      |      | 1954年 |                                                                                                |
| 本城珠喜   | ほんじょう たまき | 4月27日  | 京都府京都市       | 京都府立第一高等女学校 |                  | スー子          |      | 1963年 |                                                                                                |
| 松風涼子   | まつかぜ りょうこ | 1月3日   | 東京都             | 東京神代高等女学校     |                  | ルミ            |      | 1956年 | 改名後・松風光月代（まつかぜ みつよ）／松風はる美（まつかぜ はるみ） 俳優 夫は俳優・江見俊太郎 |
| 松乃みどり | まつの みどり     | 3月10日  | 東京都千代田区     | 松蔭高等学校           | 皇居の松に因む   | メリ            |      | 1968年 | 改名後・松乃美登里（まつの みどり） 日本舞踊講師                                               |
| 眞穂満     | まほ みつる       |          |                    |                        |                  |                 |      | 1950年 | 在団中に死去                                                                                   |
| 美瀧のぼる | みたき のぼる     | 5月31日  | 愛知県名古屋市     | 椙山高等女学校         |                  | 愛ちゃん        |      | 1958年 |                                                                                                |
| 三室錦     | みむろ にしき     | 9月24日  | 東京都             | 東京家政学院高等女学校 | 百人一首         | レイコ          |      | 1954年 |                                                                                                |
| 大和七海路 | やまと なみじ     | 11月1日  | 兵庫県神戸市       | 神戸市立第一高等女学校 |                  | レイタン        |      | 1958年 | 俳優・藤原礼子                                                                                 |
| 夕月冴子   | ゆうづき さえこ   | 9月15日  | 大阪府             | 天王寺高等女学校       | 長唄「夕月」     | クニちゃん      |      | 1958年 | 妹は朝空美景・鮎まち子 娘は千種まみ                                                            |
| 夢路かよ子 | ゆめじ かよこ     | 5月31日  | 兵庫県神戸市       | 建石高等学校           | 百人一首         | かよちゃん      |      | 1960年 |                                                                                                |
| 百合あけみ | ゆり あけみ       | 6月10日  | 東京都             | 成徳高等女学校         |                  | 和子            |      | 1954年 |                                                                                                |
| 若潮しぶき | わかしお しぶき   | 7月27日  | 大阪府             | 淀川高等女学校         | 尊師が命名       | 友国さん        |      | 1959年 |                                                                                                |
| 若住かほる | わかすみ かおる   | 1月1日   | 大阪府大阪市       | 清水谷高等女学校       |                  | ミッチイ        |      | 1958年 |                                                                                                |
| 若水久美子 | わかみず くみこ   | 5月28日  | 大阪府大阪市       | 大阪樟蔭高等女学校     |                  | ユッコ          |      | 1956年 |                                                                                                |

## ギャラリー

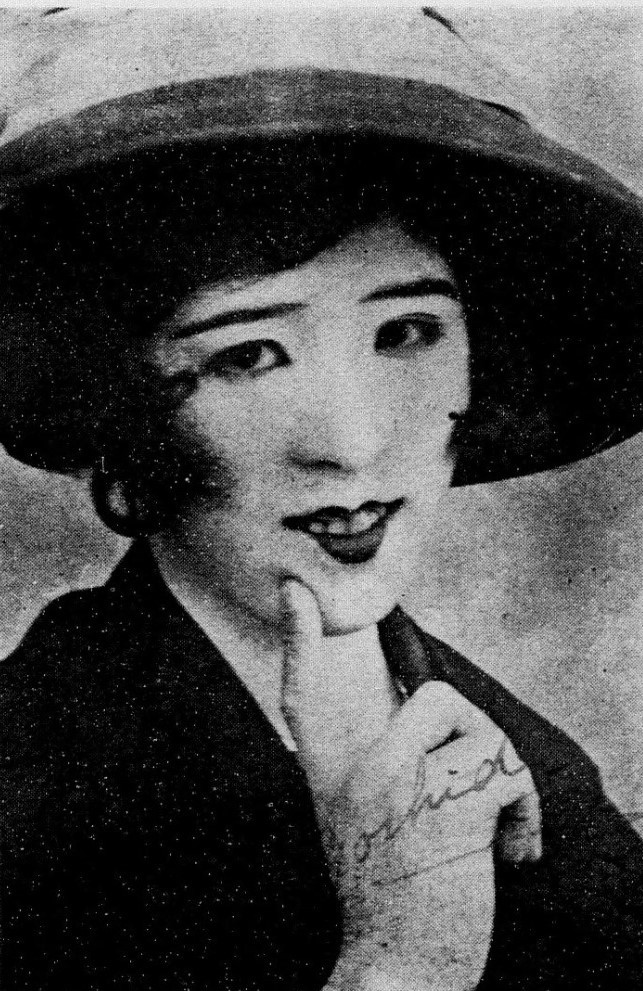
園かほる